# Basile Boli
Basile Boli, född 2 januari 1967 i Adjamé, Elfenbenskusten, är en ivorianskfödd fransk före detta fotbollsspelare.